# 君に贈るホラー
『君に贈るホラー』（きみにおくるホラー）は、株式会社ナウプロダクションが日本の携帯電話向けに提供する、ユーザー投稿型のホラーADV（アドベンチャーゲーム）作成サイト。略称は君ホラ。2009年7月2日にサイトリリースされ、現在も新規の投稿作品が公開されている（2014年2月現在）。ADVを作成するツールは、サイトで提供されている携帯アプリ「君が創るホラー」である。この携帯アプリは、日本のフィーチャーフォンを用いてホラーADVを作成できる唯一のツールとなっている。サイトでは、投稿作品の他に「プレミアムアプリ」や「公式作品」と称されるホラーADVが提供されている。
受賞作の選考される「君が創るホラー大賞」が2012年10月まで定期的に開催され、第13回特別記念ではゲームシナリオライターの真弓創が選考委員長を務めた。

## 提供アプリ
- 君が創るホラー
- 君と観るホラー
- かぐやごっこ（ADV）
- うたうたる－密閉童唄－（ADV）
- パンドラの迷宮（ADV）
- あざみ－封鎖都市－（ADV）

## 投稿作品
「君が創るホラー」では、1作品で使用できるテキスト・グラフィック・サウンド等の容量に一定の枠があることから、投稿作品は巻数を付したものや連作の形式をとるものも少なくない。これらの一つ一つを1作品としてカウントすると、現在は1,250程度の作品が公開されている。（2014年2月現在）